# Koponenius simplex
Koponenius simplex – gatunek dwuparca z rzędu węzławców i rodziny Haplodesmidae. 
Gatunek ten opisali w 2015 roku Siergiej Gołowacz i Didier Vandenspiegel. Miejsce typowe znajduje się w Parku Narodowym Nat Ma Taung.
Obie płcie mają prawie walcowate ciało o długości około 9–10 mm, zbudowane z 19 segmentów. Ubarwienie u okazów przechowywanych w alkoholu jest szarobrązowe z kontrastującym, jasnym wzorem. Głowa z gęsto oszczecinionym regionem wargowo-nadustkowym oraz krótkimi, buławkowatymi czułkami, w spoczynku umieszcoznymi w prawie C-kształtnych rowkach. Collum i następne metaterga z matowym, gęsto mikroowłosionym cerategumentem. Na przedniej, regularnie zaokrąglonej krawędzi kapturkowatego collum brak środkowego wyrostka, charakterystycznego dla K. unicornis. Na metaterga położonych za collum występują zwykle po 4–5 rzędy okrągłąwych, dość płaskich guzków. Nóżki kopulacyjne o dużych, zlanych częściami środkowo-nasadowymi biodrach i wyraźnie od bioder dłuższych, smukłych, jednogałęziowych telopoditach.
Wij znany wyłącznie południowej części stanu Czin w Mjanmie.